# Arab Basketball Championship 2022
L' Arab Basketball Championship 2022, è stata la 24ª edizione del Coppa delle Nazioni Arabe di pallacanestro, un torneo regionale maschile riservato alle nazionali del mondo arabo. La competizione è stata ospitata per la prima volta dagli Emirati Arabi Uniti e ha visto la partecipazione di 7 squadre.
Il torneo si è concluso con la vittoria del Libano, che si è aggiudicato il titolo per la prima volta.

## Scelta sede
La Confederazione Araba di Pallacanestro ha proceduto sabato 6 febbraio 2022 a una riorganizzazione del programma della 24ª edizione del Campionato Arabo, a seguito del ritiro della Siria come paese ospitante. La competizione è stata riprogrammata dall’8 al 16 febbraio a Dubai, negli Emirati Arabi Uniti. Come sede delle partite è stata scelta il complesso sportivo Rashid Bin Hamdan Hall.

## Squadre partecipanti
Nove squadre si erano inizialmente iscritte per prendere parte al torneo, ma la Siria e il Marocco si sono ritirati dalla competizione prima dell'inizio
| Squadra             | App. | Prima | Ultima | Miglior posizionamento            |
| ------------------- | ---- | ----- | ------ | --------------------------------- |
| Algeria             | 13°  | 1974  | 2018   | Campione (2005)                   |
| Libia               | 4°   | 2007  | 2009   | Quarti di finale (2007, 2009)     |
| Giordania           | 18°  | 1983  | 2008   | Campione (2007)                   |
| Somalia             | 2°   | 1974  | 1974   | Semifinali (1974)                 |
| Libano              | 4°   | 1974  | 2010   | 2° posto (1981)                   |
| Tunisia             | 13°  | 1981  | 2009   | Campione (1981, 1983, 2008, 2009) |
| Emirati Arabi Uniti | 7°   | 1987  | 2018   | 3° posto (1997)                   |

## Sorteggio
Le sette squadre sono state divisa in due gironi.
| Gruppo   | Squadre                                     |
| -------- | ------------------------------------------- |
| Gruppo 1 | Tunisia Giordania Libia Emirati Arabi Uniti |

| Gruppo   | Squadre                |
| -------- | ---------------------- |
| Gruppo 2 | Algeria Somalia Libano |

## Fase a gironi

### Gruppo A
| Pos | Squadra                 | G | V | P | GF  | GS  | DG  | Pt | Qualificazione   |
| --- | ----------------------- | - | - | - | --- | --- | --- | -- | ---------------- |
| 1   | Tunisia                 | 3 | 3 | 0 | 214 | 165 | +49 | 6  | Semifinali       |
| 2   | Libia                   | 3 | 2 | 1 | 237 | 207 | +30 | 5  | Quarti di finale |
| 3   | Emirati Arabi Uniti (H) | 3 | 1 | 2 | 205 | 260 | −55 | 4  | Quarti di finale |
| 4   | Giordania               | 3 | 0 | 3 | 206 | 230 | −24 | 3  | Quarti di finale |

| Dubai 8 febbraio 2022, ore 18:00                                                                            | Emirati Arabi Uniti | 85 – 81 (27–26, 20–15, 22–22) referto | Giordania | Rashid Bin Hamdan Hall |
| Nasser Alzaabi 22 Punti Hawwas 20 Nasser Alzaabi 2 Assist Mustafa 3 Qais Alshabebi 14 Rimbalzi Abuwazaneh 4 |                     |                                       |           |                        |
| |                     |                                       |           |                        |
| Nasser Alzaabi 22                                                                                           | Punti               | Hawwas 20                             |           |                        |
| Nasser Alzaabi 2                                                                                            | Assist              | Mustafa 3                             |           |                        |
| Qais Alshabebi 14                                                                                           | Rimbalzi            | Abuwazaneh 4                          |           |                        |

| Dubai 9 febbraio 2022, ore 20:00                                                   | Tunisia  | 64 – 63 (17–13, 19–13, 10–21) referto | Libia | Rashid Bin Hamdan Hall |
| El Mabrouk 13 Punti Bouzekieh 15 Abada 4 Assist Mansour 3 Saada 13 Rimbalzi Sadi 9 |          |                                       |       |                        |
|                                                                                    |          |                                       |       |                        |
| El Mabrouk 13                                                                      | Punti    | Bouzekieh 15                          |       |                        |
| Abada 4                                                                            | Assist   | Mansour 3                             |       |                        |
| Saada 13                                                                           | Rimbalzi | Sadi 9                                |       |                        |

| Dubai 10 febbraio 2022, ore 18:00                                                    | Tunisia  | 64 – 56 (15–16, 13–16, 20–13) referto | Giordania | Rashid Bin Hamdan Hall |
| El Mabrouk 19 Punti Ware 19 Abada 6 Assist Mustafa 5 Saada 8 Rimbalzi Alhamarsheh 10 |          |                                       |           |                        |
|                                                                                      |          |                                       |           |                        |
| El Mabrouk 19                                                                        | Punti    | Ware 19                               |           |                        |
| Abada 6                                                                              | Assist   | Mustafa 5                             |           |                        |
| Saada 8                                                                              | Rimbalzi | Alhamarsheh 10                        |           |                        |

| Dubai 10 febbraio 2022, ore 20:00                                                                | Libia    | 93 – 74 (18–18, 22–17, 24–26) referto | Emirati Arabi Uniti | Rashid Bin Hamdan Hall |
| Bouzekieh 27 Punti Almaazmi 16 Sadi 5 Assist Nasser Alzaabi 2 Sadi 12 Rimbalzi Qais Alshabebi 10 |          |                                       |                     |                        |
|                                                                                                  |          |                                       |                     |                        |
| Bouzekieh 27                                                                                     | Punti    | Almaazmi 16                           |                     |                        |
| Sadi 5                                                                                           | Assist   | Nasser Alzaabi 2                      |                     |                        |
| Sadi 12                                                                                          | Rimbalzi | Qais Alshabebi 10                     |                     |                        |

| Dubai 11 febbraio 2022, ore 16:00                                                 | Libia    | 81 – 69 (25–19, 12–16, 23–19) referto | Giordania | Rashid Bin Hamdan Hall |
| Bouzekieh 21 Punti Ware 16 Sadi 11 Assist Mustafa 3 Sadi 13 Rimbalzi Abuwazaneh 6 |          |                                       |           |                        |
|                                                                                   |          |                                       |           |                        |
| Bouzekieh 21                                                                      | Punti    | Ware 16                               |           |                        |
| Sadi 11                                                                           | Assist   | Mustafa 3                             |           |                        |
| Sadi 13                                                                           | Rimbalzi | Abuwazaneh 6                          |           |                        |

| Dubai 11 febbraio 2022, ore 20:00                                                                | Tunisia  | 86 – 46 (17–14, 22–14, 17–6) referto | Emirati Arabi Uniti | Rashid Bin Hamdan Hall |
| Hadidane 15 Punti Qais Alshabebi 15 El Mabrouk 3 Assist Alhashmi 3 Ghyaza 10 Rimbalzi Almaazmi 7 |          |                                      |                     |                        |
|                                                                                                  |          |                                      |                     |                        |
| Hadidane 15                                                                                      | Punti    | Qais Alshabebi 15                    |                     |                        |
| El Mabrouk 3                                                                                     | Assist   | Alhashmi 3                           |                     |                        |
| Ghyaza 10                                                                                        | Rimbalzi | Almaazmi 7                           |                     |                        |

### Gruppo B
| Pos | Squadra | G | V | P | PF  | PS  | DP  | Pt | Qualificazione   |
| --- | ------- | - | - | - | --- | --- | --- | -- | ---------------- |
| 1   | Libano  | 2 | 2 | 0 | 193 | 143 | +50 | 4  | Quarti di finale |
| 2   | Algeria | 2 | 1 | 1 | 178 | 150 | +28 | 3  | Quarti di finale |
| 3   | Somalia | 2 | 0 | 2 | 144 | 227 | −83 | 2  | Quarti di finale |

| Dubai 8 febbraio 2022, ore 20:00                                            | Algeria  | 112 – 67 (28–16, 21–18, 31–15) referto | Somalia | Rashid Bin Hamdan Hall |
| Hamdini 35 Punti Aden 14 Bellil 5 Assist Guled 4 Bourakaib 8 Rimbalzi Eid 8 |          |                                        |         |                        |
|                                                                             |          |                                        |         |                        |
| Hamdini 35                                                                  | Punti    | Aden 14                                |         |                        |
| Bellil 5                                                                    | Assist   | Guled 4                                |         |                        |
| Bourakaib 8                                                                 | Rimbalzi | Eid 8                                  |         |                        |

| Dubai 9 febbraio 2022, ore 18:00                                         | Somalia  | 77 – 115 (13–30, 18–23, 18–30) referto | Libano | Rashid Bin Hamdan Hall |
| Guled 20 Punti Arakji 21 Abdi 3 Assist Arakji 5 Abdi 8 Rimbalzi Majok 11 |          |                                        |        |                        |
|                                                                          |          |                                        |        |                        |
| Guled 20                                                                 | Punti    | Arakji 21                              |        |                        |
| Abdi 3                                                                   | Assist   | Arakji 5                               |        |                        |
| Abdi 8                                                                   | Rimbalzi | Majok 11                               |        |                        |

| Dubai 11 febbraio 2022, ore 18:00                                                   | Algeria  | 66 – 83 (18–15, 19–24, 11–30) referto | Libano | Rashid Bin Hamdan Hall |
| Ammour 16 Punti Arakji 23 Bourakaib 4 Assist Khalil 4 Ghezzoul 13 Rimbalzi Majok 10 |          |                                       |        |                        |
|                                                                                     |          |                                       |        |                        |
| Ammour 16                                                                           | Punti    | Arakji 23                             |        |                        |
| Bourakaib 4                                                                         | Assist   | Khalil 4                              |        |                        |
| Ghezzoul 13                                                                         | Rimbalzi | Majok 10                              |        |                        |

## Fase finale
|  | Quarti di finale    | Quarti di finale    | Quarti di finale |         |         | Semifinali | Semifinali | Semifinali |         |                    | Finale             | Finale             | Finale |  |
|  |                     |                     |                  |         |         |            |            |            |         |                    |                    |                    |        |  |
|  | Tunisia             |                     |                  |         |         |            |            |            |         |                    |                    |                    |        |  |
|  |                     |                     |                  |         |         |            |            |            |         |                    |                    |                    |        |  |
|  | bye                 |                     |                  |         |         |            |            |            |         |                    |                    |                    |        |  |
|  |                     | Tunisia             | Tunisia          | 74      |         |            |            |            |         |                    |                    |                    |        |  |
|  |                     |                     |                  | 74      |         |            |            |            |         |                    |                    |                    |        |  |
|  |                     |                     | Algeria          | Algeria | 61      |            |            |            |         |                    |                    |                    |        |  |
|  | Algeria             | Algeria             | Algeria          | Algeria | 61      | 73         |            |            |         |                    |                    |                    |        |  |
|  | Algeria             | Algeria             |                  |         |         |            |            |            |         |                    |                    |                    |        |  |
|  | Emirati Arabi Uniti | Emirati Arabi Uniti | 67               |         |         |            |            |            |         |                    |                    |                    |        |  |
|  | Emirati Arabi Uniti | Emirati Arabi Uniti | 67               |         | Tunisia | Tunisia    | 69         |            |         |                    |                    |                    |        |  |
|  |                     |                     |                  |         |         |            |            |            |         |                    |                    |                    |        |  |
|  |                     |                     | Libano           | Libano  | 72      |            |            |            |         |                    |                    |                    |        |  |
|  | Somalia             | Somalia             | Libano           | Libano  | 72      | 92         |            |            |         |                    |                    |                    |        |  |
|  | Somalia             | Somalia             |                  |         |         | 92         |            |            |         |                    |                    |                    |        |  |
|  | Libia               | Libia               | 88               |         |         |            |            |            |         |                    |                    |                    |        |  |
|  | Libia               | Libia               | 88               |         | Somalia | Somalia    | 72         |            |         | Finale Terzo posto | Finale Terzo posto | Finale Terzo posto |        |  |
|  |                     |                     |                  |         | Somalia | Somalia    | 72         |            |         |                    |                    |                    |        |  |
|  |                     |                     | Libano           | Libano  | 87      |            |            |            |         |                    |                    |                    |        |  |
|  | Libano              | Libano              | Libano           | Libano  | 87      | 88         |            |            | Algeria | Algeria            | 93                 |                    |        |  |
|  | Libano              | Libano              |                  |         |         |            |            |            | Algeria | Algeria            | 93                 |                    |        |  |
|  | Giordania           | Giordania           | 64               |         |         | Somalia    | Somalia    | 79         |         |                    |                    |                    |        |  |

### Quarti di finale
| Dubai 13 febbraio 2022, ore 16:00                                                | Libia    | 88 – 92 (18–26, 22–16, 17–20) referto | Somalia | Rashid Bin Hamdan Hall |
| Almaghribi 20 Punti Aden 24 Sadi 7 Assist Guled 8 Almaghribi 17 Rimbalzi Abdi 13 |          |                                       |         |                        |
|                                                                                  |          |                                       |         |                        |
| Almaghribi 20                                                                    | Punti    | Aden 24                               |         |                        |
| Sadi 7                                                                           | Assist   | Guled 8                               |         |                        |
| Almaghribi 17                                                                    | Rimbalzi | Abdi 13                               |         |                        |

| Dubai 13 febbraio 2022, ore 18:00                                                  | Libano   | 64 – 52 (16–12, 15–10, 18–16) referto | Giordania | Rashid Bin Hamdan Hall |
| Darwich 15 Punti Hawwas 14 Saoud 4 Assist Mustafa 3 Majok 13 Rimbalzi Abuwazaneh 7 |          |                                       |           |                        |
|                                                                                    |          |                                       |           |                        |
| Darwich 15                                                                         | Punti    | Hawwas 14                             |           |                        |
| Saoud 4                                                                            | Assist   | Mustafa 3                             |           |                        |
| Majok 13                                                                           | Rimbalzi | Abuwazaneh 7                          |           |                        |

| Dubai 13 febbraio 2022, ore 20:00                                                         | Algeria  | 73 – 66 (18–14, 16–19, 21–14) referto | Emirati Arabi Uniti | Rashid Bin Hamdan Hall |
| Hamdini 20 Punti Alshabebi 22 Bourakaib 3 Assist Alzaabi 4 Ammour 21 Rimbalzi Alshabebi 9 |          |                                       |                     |                        |
|                                                                                           |          |                                       |                     |                        |
| Hamdini 20                                                                                | Punti    | Alshabebi 22                          |                     |                        |
| Bourakaib 3                                                                               | Assist   | Alzaabi 4                             |                     |                        |
| Ammour 21                                                                                 | Rimbalzi | Alshabebi 9                           |                     |                        |

### Semifinali
| Dubai 15 febbraio 2022, ore 18:00                                                   | Tunisia  | 74 – 61 (24–14, 23–15, 14–20) referto | Algeria | Rashid Bin Hamdan Hall |
| Abada 33 Punti Ammour 19 Chennoufi 3 Assist Bourakaib 2 Saada 10 Rimbalzi Ammour 13 |          |                                       |         |                        |
|                                                                                     |          |                                       |         |                        |
| Abada 33                                                                            | Punti    | Ammour 19                             |         |                        |
| Chennoufi 3                                                                         | Assist   | Bourakaib 2                           |         |                        |
| Saada 10                                                                            | Rimbalzi | Ammour 13                             |         |                        |

| Dubai 15 febbraio 2022, ore 20:00                                          | Somalia  | 72 – 87 (22–24, 19–24, 13–20) referto | Libano | Rashid Bin Hamdan Hall |
| Aden 28 Punti Khalil 16 Abdi 3 Assist Saoud 4 Mohamed 10 Rimbalzi Majok 11 |          |                                       |        |                        |
|                                                                            |          |                                       |        |                        |
| Aden 28                                                                    | Punti    | Khalil 16                             |        |                        |
| Abdi 3                                                                     | Assist   | Saoud 4                               |        |                        |
| Mohamed 10                                                                 | Rimbalzi | Majok 11                              |        |                        |

### Finale 3º posto
| Dubai 16 febbraio 2022, ore 17:00                                            | Algeria  | 93 – 79 (18–19, 25–25, 23–22) referto | Somalia | Rashid Bin Hamdan Hall |
| Touati 20 Punti Mohamed 15 Ammour 4 Assist Abdi 2 Ammour 12 Rimbalzi Abdi 10 |          |                                       |         |                        |
|                                                                              |          |                                       |         |                        |
| Touati 20                                                                    | Punti    | Mohamed 15                            |         |                        |
| Ammour 4                                                                     | Assist   | Abdi 2                                |         |                        |
| Ammour 12                                                                    | Rimbalzi | Abdi 10                               |         |                        |

### Finale
| Arbitri: | Mohammed Rayan Abdullah Al-Admawi Taha Al-Hashedi |

|             |          |           |
| Hadidane 18 | Punti    | Arakji 22 |
| Hadidane 4  | Assist   | Arakji 2  |
| Abada 6     | Rimbalzi | Darwich 9 |

## Classifica finale
| Pos. | Squadra             | Record |
| ---- | ------------------- | ------ |
|      | Libano              | 5–0    |
|      | Tunisia             | 4–1    |
|      | Algeria             | 3–2    |
| 4°   | Somalia             | 1–4    |
| 5°   | Libia               | 2–2    |
| 6°   | Emirati Arabi Uniti | 1–3    |
| 7°   | Giordania           | 0–4    |